# Chouaïdou Traoré
Chouaïdou Traoré, né le 9 mai 1967 à Sikasso et mort le 12 novembre 2015 à Bamako, est un journaliste et homme de presse malien. Il est un des pionniers de la presse privée malienne qui accompagne la démocratisation de la vie publique, dans la première moitié des années 1990. Il fonde alors trois quotidiens entre 1989 et 1996 : l'Aurore, Nouvel Horizon et Le Soir de Bamako. 

## Vie privée et formation initiale
Chouaïdou Traoré naît à Sikasso le 9 mai 1967. Il est le fils de Sinaly Traoré, négociant, et de Tènin Sanogo, femme au foyer. Il fréquente l'école primaire et secondaire Tiéba de Sikasso avant d'entrer au lycée de la ville. Il y obtient un baccalauréat en série lettres. Par la suite, il obtient un diplôme de reporter-journaliste et un MBA en sciences politiques,,.
Il est marié à Hanane Keita (fille de salia baba lamine  Keita et de Nafissa Hanan Abdel fatah)  avec laquelle il a quatre enfants (Sarah, Awa, Nafissa, Abdourahmane). Chouaidou et Hanane se sont rencontrés en début d'année 1991 puis se sont mariés le 28 Juillet 1991. Hanane Keita est titulaire d'une maitrise en littérature moderne qu'elle a obtenu a l’université Ain Shams du Caire (Égypte) ou elle passe une partie de sa jeunesse  (sa maman Nafissa Hassan Abdel Fatah est égyptienne). Après l'obtention de son diplôme d’étude, elle retourne au Mali ou elle exerce le métier d'enseignante puis d’interprète a l'Ambassade d’Arabie Saoudite au Mali.  En Janvier 2003 son époux chouaidou Traoré fut nommé Consul Général du Mali en Arabie saoudite (Jeddah). Ils y resterons jusqu'en 2010 avant de retourner au Mali. Hanane est aussi écrivaine elle édite un roman intitulé  "femmes sans avenir" ainsi qu'un essai " et si on relisait le coran".

## Homme de presse
Il participe à la fondation du quotidien l'Aurore en 1990, où il est actif jusqu'en 1992 comme journaliste, rédacteur en chef et directeur de publication.
En 1993, il fonde un nouveau titre : Nouvel Horizon qui paraît d'abord sur un rythme hebdomadaire avant de devenir un quotidien.
En juillet 1994, il laisse la gestion de Nouvel Horizon à son équipe pour partir aux États-Unis où il devient correspondant de presse accrédité auprès du National Press Club à Washington (D.C.). À son retour en 1996, il crée un nouveau titre : Le Soir de Bamako, un quotidien du soir, avant de reprendre en janvier 1998 la direction de Nouvel Horizon.